# My Persei
My Persei (μ Persei, förkortat My Per, μ Per) som är stjärnans Bayerbeteckning, är en dubbelstjärna belägen i den nordöstra delen av stjärnbilden Perseus. Den har en skenbar magnitud på 4,16 och är synlig för blotta ögat. Baserat på parallaxmätning inom Hipparcosuppdraget på ca 3,6 mas, beräknas den befinna sig på ett avstånd av ca 900 ljusår ( ca 280 parsek) från solen.

## Egenskaper
Primärstjärnan i My Persei är en gul till vit superjättestjärna av spektralklass G0Ib. Den har en radie som är ca 53 gånger större än solens radie och utsänder från sin fotosfär ca 2 000 gånger mer energi än solen vid en effektiv temperatur på ca 5 420 K.
My Persei är ett spektroskopisk dubbelstjärna med en omloppsperiod på 284 dygn och en excentricitet på ca 0,06. Den rör sig genom Vintergatan med en hastighet av 35,6 km/s i förhållande till solen och dess projicerade galaktiska bana ligger mellan 23 900 och 32 400 ljusår från galaxens centrum. My Persei befann sig närmast solen för 5,6 miljoner år då den hade en skenbar magnitud på 3,25 vid ett avstånd av 600 ljusår.